# El Aouinet
El Aouinet è un comune dell'Algeria, situato nella provincia di Tébessa.